# Дучинцы (Гадячский район)

Дучинцы (укр. Дучинці) — село,
Кнышовский сельский совет,
Гадячский район,
Полтавская область,
Украина.
Код КОАТУУ — 5320483004. Население по переписи 2001 года составляло 156 человек.

## Географическое положение
Село Дучинцы находится на правом берегу реки Псёл,
выше по течению на расстоянии в 2,5 км расположено село Плешивец,
ниже по течению на расстоянии в 1,5 км расположено село Кнышовка.
К селу примыкают небольшие лесные массивы (дуб).

## История
- 1715 — дата основания.